# Parabasalia
A Parabasalia a Metamonada ostorosokból álló kládja. Legtöbb faja állatok szimbiontája, például termeszek és csótányok emésztőrendszerében él, melyek gyakran a fában lévő cellulóz bontását segítő baktériumokkal rendelkeznek. Más fajai paraziták, köztük humán patogénekkel.

## Történet
Honigberg írta le először a Parabasaliát 1973-ban.
2021-ben Thomas Cavalier-Smith a Metamonada törzs Trichozoa altörzsébe helyezte a Natozoa alország Archezoa alországágában, és 2 osztályt sorolt ide.
2024-ben Boscaro et al. a Parabasaliát törzsként írták le 11 osztállyal, 16 renddel és 31 családdal.

## Morfológia

Sematikus rajz a Trichomonas alapján. 1. elülső ostor, 2. kinetoszómák, 3. parabazális test, 4. costa, 5. parabazális rostok, 6. unduláló membrán, 7. hátulsó ostor, 8. hidrogenoszómák, 9. axostylus, 10. mag, 11. pelta.

Morfológiailag sokszínű, van benne ostorosok, amőbák és ostoros amőbák is. Az ostoros fajok ostorai egy vagy több csoportban találhatók a sejt elülső felén. Alapi testei a csak e csoportra jellemző, nagy Golgi-készülékekhez kötődő sejtvázelemekhez, a parabazális rostokhoz kapcsolódnak. Általában kereszt alakú mikrotubulusai is vannak, melyek a sejt közepén végigfutnak, és alkalmanként a sejt végén túl nyúlnak. Ez az Oxymonadida csoportétól eltérő szerkezetű axostylus. Az ostoros fajok ostorai morfológiája egy sejtnél is eltérhet – a Coronympha 4 ostora közül egy hátulsó vastagabb, és cresta fedi.
Anaerob, mitokondriuma másodlagos egyszerűsödés miatt nincs, mivel ezek kis hidrogenoszómákká alakultak. Hasonló maradványok ismertek más mitokondrium nélküli ostorosokban is, és a Parabasalia valószínűleg rokonuk, együtt alkotva a Metamonadát. A Parabasaliának nincs a legtöbb Metamonada-csoportban található sejtszája, ennek oka is egyszerűsödés lehet. Makk-V-fonál rendszere van.
Morfológiailag két csoportra osztották korábban, a 3–2000 ostorú Hypermastigidára és a 4–6 ostorú Trichomonadidára. A Parabasalia ősi jellege a 4 ostorú/kinetoszómájú kinetida. Átmeneti zónája a Carpediemonaséhoz hasonlóan rövid.
1 vagy több sejtmagja lehet – a Calonymphidae például replikált kariomasztigontájú többmagvú családja. Kinetoszóma alatti teste és bordája is lehet.

## Életmód
Fajai többsége parazita vagy szimbionta, de vannak szabadon élő fajai is. Szabadon élő fajai fagocitózissal baktériumokat esznek, szimbionta fajainak vannak a gazda által megevett fadarabokat lebontó prokarióta szimbiontái is.

## Csoportosítás
2005-ös újracsoportosítása előtt a Parabasaliát forrástól függően 7–10 rendbe sorolták. A 2005-ös csoportosítás a Parabasaliát 4 rendbe (Trichonymphida, Spirotrichonymphida, Cristamonadida, Trichomonadida) sorolják.
- A Trichomonadida 4–6 ostorú csoport, egyik ostora a sejt oldalához tapad, és gyakran unduláló membránt alkot. Sok faj megtalálható gerinces gazdákban, példa erre az emberben leggyakoribb szexuális úton terjedő betegséget okozó Trichomonas vaginalis.[1]
- A többi, korábban a Hypermastigidába sorolt rend sok ostorcsoporttal rendelkezik, és csak rovarok emésztőrendszerében él. A Hypermastigida név alkalmanként továbbra is előfordul,[12] noha arról kiderült, hogy nem monofiletikus.[1]

Boscaro et al. 2024-es filogenetikai csoportosítása a Parabasaliát 3 osztály feletti kládba nem sorolt osztályra (Hypotrichomonadea, Pimpavickea, Trichomonadea) és 2 köztes kládra (Tla (Lophomonadea és a Trichonymphea); Cadamassta (Cristamonadea, Dientamoebea, Monocercomonadea, Simplicimonadea, Tritrichomonadea, Spirotrichonymphea) osztja.

## Evolúció
A Trichomonas vaginalis esetén nem ismert meiózis, azonban Malik et al. a genomját 29 meiózisban érintett génből 27-et talált, ebből 8 a modellszervezetek meiózisában is érintett. Ezek alapján a meiózisra, így az ivaros szaporodásra való képesség valószínűleg a T. vaginalis egy közeli ősében jelen volt. A klád mitózisa zárt pleuromitózis.
2023-ban Al Jewari és Baldauf a Parabasaliát a legrégebbi eukarióta kládként írta le, melyet a Fornicata, az Anaeromonada (más néven Preaxostyla) és a Discoba követett.
Egyes fajai ostorai korábban kizárólag baktériumostorokra jellemzőnek tekintett forgó szerkezetekkel rendelkeznek, emellett sok faj prokarióta ekto- vagy endoszimbiontákkal él együtt.
A glicerinaldehid-3-foszfát-dehidrogenáz, a 18S rRNS és az 1α elongációs faktor alapján először a Trichomonadea, a Trichonymphea és a Hypotrichomonadea–Spirotrichonymphea–Tritrichomonadea–Cristamonadea kládok különültek el.

## Jelentőség
A Trichomonas- és Tritrichomonas-fajok urogenitális, szubgingivális, orális, bronchiális vagy gasztrointesztinális fertőzéseket okozó humán vagy állatpatogének. A Trichomonas vaginalis a leggyakoribb szexuális úton terjedő betegség emberben.

## Fordítás
Ez a szócikk részben vagy egészben  a   Parabasalid című angol Wikipédia-szócikk ezen változatának fordításán alapul.  Az eredeti cikk szerkesztőit annak laptörténete sorolja fel. Ez a jelzés csupán a megfogalmazás eredetét és a szerzői jogokat jelzi, nem szolgál a cikkben szereplő információk forrásmegjelöléseként.